# DARAZコミュニティ放送
株式会社DARAZコミュニティ放送（ダラズコミュニティほうそう、DARAZ FM Corporation）は、鳥取県米子市の一部地域と西伯郡日吉津村を放送区域として超短波放送（FM放送）をする特定地上基幹放送事業者である。
DARAZ FM（ダラズエフエム）の愛称でコミュニティ放送を行っている。
本記事では、発起人となった特定非営利活動法人喜八プロジェクト（きはちプロジェクト、KIHACHI OKAMOTO - PROJECT）をはじめとする関連団体についても記述する。

## 概要
2010年（平成22年）に開局。鳥取県ではFM鳥取に続く4年ぶり2局目のコミュニティ放送局である。
保有する特定地上基幹放送局の呼出名称はDARAZ FMで、地域名が入らないのは珍しい。
「ダラズ」は本来山陰地方の方言で「馬鹿者」という意味であるが、ここでの「DARAZ」とは「なんでも真っ先に飛びついて、突拍子もないことをしてしまうがどこか憎めない人のこと」「既成概念にとらわれないクリエイティブな活動をする人のこと」をいい、その「DARAZ」を広めることで米子に活気を取り戻そうという意味がこめられている。ジングルやスポットなどでは、「DARAZ FM 79.8」（ダラズエフエム ななきゅっぱ）と呼ばれることが多い。
本社と演奏所は、米子市法勝寺町のDARAZ CREATE BOX（ダラズ クリエイト ボックス、略称：DCB）にある。
送信所は大山町の上清水山、NTT孝霊無線中継所に併設され、周波数79.8MHz・出力20Wで送信している。標高の高さに加え、既存FM放送局（エフエム山陰、NHK-FM、FM鳥取）への混信防止対策として北西への指向性を掛けている為、実効放射電力が80Wと高くなっている。
放送エリアは、米子市全域、日吉津村全域、他周辺地域。
番組の編成方針として、既発局のBSSラジオやV-airよりもターゲットとなる年齢層を若く設定している。自社制作ワイド番組や箱番組・フロート番組等を中心に編成する傍ら、2014年（平成26年）5月まで大阪府のFM802を再送信しつつ24時間放送を行っていた。翌6月からは25:00 - 29:00に休止時間を設け、全時間帯を自社制作番組に切り替えた。その後、2022年（令和4年）4月の改編で、MUSIC BIRD for COMMUNITYからの番組配給を受けつつ24時間放送を再開した。
ちなみに、島根県出雲市の愛ステーション（エフエムいずも）ではMUSIC BIRD for COMMUNITYを、鳥取市のRADIO BIRD（FM鳥取）ではDIGITAL J-WAVEを再送信している。

## 沿革
- 2010年（平成22年）
  - 3月19日 - 放送局（現・特定地上基幹放送局）の予備免許取得。
  - 3月27日 - 「DARAZ CREATE BOX」（DCB、局舎とサテライトスタジオが入居）がオープン。ここはかつて「ガイナーレグリーンスクエア」「YONAGOれいるろおど館」と呼ばれていた場所である。
  - 4月16日 - 試験電波発射開始[3]。地元アーティストの音源と「試験電波発射中」である旨のコメントで構成した。
  - 5月1日 - 昼間に2時間程度の生番組を挟む格好での試験放送に移行（関係者イベントのCMも挿入）。
  - 5月17日 - 放送局の免許取得。生放送時間を拡大。平日昼は「Lunch Break Café」、夕方は「夕刊DARAZ」（現在の「夕刊DARAZ+」）のタイトルで本放送に近い形で放送。
  - 6月1日 - 11:00より本放送開始。フィラー番組としてのFM802の再送信は午後9時より開始。
  - 8月 - 日曜生放送開始。
  - 12月30日 - インターネットによるサイマルラジオを開始。
- 2013年（平成25年）7月16日 - エムティーアイによるインターネットラジオ「ListenRadio」での再送信開始。
- 2014年（平成26年）5月31日 - この日の放送を以てFM802の再送信を終了。翌6月1日「もっとDARAZに」をスローガンに全面リニューアル。深夜1:00 - 5:00は放送休止、放送される番組は全面自社制作へと切り替えた。
- 2022年（令和4年）4月4日 - MUSIC BIRD for COMMUNITYの配信を開始し、8年ぶりの24時間放送および他局制作同時ネットを再開[4]。同時に自社制作番組の配分や放送時間を大幅に見直し、平日朝ワイド『OH! HA! ダラ』を終了し『中海テレビニュース モーニングスタジオ』を枠拡大、昼前の『Lunch Break Cafe』は『ひるまえSwiCHEER』、夕方の『夕刊DARAZ＋』は『夕刊DARAZ NEXT』へと改題される。

## 生放送番組
基本的には後述のDARAZ STUDIOで公開放送を行うが、一部例外もある。
月曜日 - 金曜日
- 中海テレビニュース モーニングスタジオ（6:30 - 7:30） - 中海テレビ放送で放送されている朝ワイドの同時再送信（音声のみ）。

月曜日 - 木曜日
- ひるまえwitCHEER（10:30 - 12:00）
- 夕刊DARAZ+（16:00 - 18:00（厳密には17:54）） - 2011年10月に「夕刊DARAZ」から改題。ヘヴィー・ローテーション「今月の『これ、どげな?』」が存在する。

火曜日
- スバル代行 presents 松本誠二の帰ってきたヘヴィ・メタルの逆襲（9:00 - 10:00）（15:00 - 15:45→ 木 10:00 - 10:45 → 金 20:00 - 20:45 → 土 12:00 - 12:45） - 収録の場合もある。現行の生放送番組では唯一リピートがある。
- ほのまるのかす向かいのナイスガイ!（19:00 - 20:00）

木曜日　
- Anhology Radio+（第1週・20:00 - 21:00） - 収録番組
- 第2木曜の夜に…（第2週・20:00 - 21:00）
- ヨナゴ☆デンパRX（第3週・20:00 - 21:00） - 収録番組
- hiro-t.（ヒロト）のもっとDARAZに（第4週・20:00 - 21:00）
- 第5木曜の夜に（第5週・20:00 - 21:00）

金曜日
- GENSHINの週末BANZAI（8:00 - 9:00）
- Funday Friday（9:15 - 9:45）
- 金ダラDX〜〜す〜だら!（10:45 - 14:00）
- 金ダラDX〜Waa-daだよ（17:00 - 18:55）
- 腹よしおのこうやってこうするフライデー（19:00 - 20:00）

土曜日
- 音楽大喜利（仮）（第1週のみ 10:00 - 11:55）
- 競馬予想ラジオ（競馬開催時期 17:00 - 18:00、翌日6:05 - 7:00に再放送）

日曜日
- It's 笑 time!!（22:30 - 24:00）

不定期
- DARAZ FM スポーツスペシャル「GOGO!ガイナーレ!」 - ガイナーレ鳥取試合中継。サイマルラジオ・ListenRadioでの再送信なし。
- 80'sアイドルラジオ - 時折番組名が異なる。

ニュース・天気予報
ワイド番組のニュースは日本海新聞（新日本海新聞社、2013年度までは読売新聞）、天気予報はウェザーニューズから情報提供を受ける。

### 他局とのコラボレート番組
2016年5月以降、周辺地域のコミュニティ放送局とのコラボレーションを行っている。
- なうい洋一のコミカル症候群（火曜 13:00、再放送水曜 24:00。全国ネットラジオ番組。共同制作番組）[注釈 2]

### 年末年始特番
12月31日から1月1日にかけて、年越し特別番組「DARAZ FM 年越しオールナイトスペシャル」の放送が恒例となっている。年越し後に禊を行うのも恒例である。放送中はDCBも開放されている。

### そのほかネット番組
- 梶原和義の人間宇宙論PART2（月・5:30 - 、エフエム三木制作）
- SPACE SHOWER RADIO（火・10:00 - 、FM-JAGA制作）
- 今井宏美のYou&I（金・18:30 - 、八王子FM制作、再放送あり）
- スターダスト・レビューの星になるまで（土・16:30 - 、調布エフエム放送制作）

## 喜八プロジェクト
特定非営利活動法人喜八プロジェクト（きはちプロジェクト、KIHACHI OKAMOTO - PROJECT）は、DARAZ FMの番組編成を手掛けるNPO法人。米子市出身の映画監督岡本喜八の業績の顕彰を中心に、地域活性化を目的とした活動を行っている（いわゆるまちづくり団体）。
「DARAZ」の商標（商標登録第5245989号）を保有する。

## DARAZ CREATE BOX
DARAZ CREATE BOX（ダラズ・クリエイト・ボックス）は、米子市法勝寺町の元町商店街と本通り商店街の交差点にあるテナントビル。略称「DCB」。かつては山陰合同銀行の支店で、移転後は「YONAGOれいるろおど館」、「ガイナーレグリーンスクエア」が入居した。

### 営業時間
- 11:00 - 18:00

### テナント
1F
- DARAZ STUDIO（ダラズスタジオ）

DARAZ FMのサテライトスタジオ。通称「ダラスタ」。生放送番組は基本的にここで公開放送をしており、深夜11時開始の番組でも公開で行われリスナーが見学に来ている。収録番組も一部ダラスタで収録しており、音声は流れないが収録風景を見ることはできる
- DARAZ MUSEUM（ダラズミュージアム）

旧銀行の金庫室を利用しており、イラストレーターの松村宏によるだらず様や岡本喜八、植田正治、水木しげるの壁画が描かれている。
- インスタントラーメン専門店 だらず

2014年6月1日に開店。やかん亭のフランチャイジー。
2F
- 喜八プロジェクト事務所
- DARAZ FM本社・スタジオ

## DARAZ PRESS 798
DARAZ FMの情報誌（季刊：年4回発行）。番組情報の他、イベント情報なども掲載されている。DCBやエリア内の書店等で無料で入手可能。